# ソーシャルノートブック
ソーシャルノートブック(Social Notebook、SBN)は、インターネット上のサービスの一つ。
インターネット利用者の持つ知恵や知識や備忘録などを、現実のノートに書きこんでいくような感覚で利用できる、CGMの新しい分野。
利用者はパソコンの画面上に表示されるWeb上の仮想ノートブックに情報を記入することで、情報をインターネット上に公開することができる。公開した情報にはアクセス設定をすることで、プライベートな情報とパブリックな情報をあたかも一冊のノートで管理し、使えるようにインターフェースが工夫されている。一冊のノートブックを不特定多数の人間と共有する事で、自然とノートブックの内容が充実し、ノートブックの参加者が思いもかけない情報に出会うことができる。